# Herve
Ne doit pas être confondu avec Hervé.
 (janvier 2021).
La mise en forme du texte ne suit pas les recommandations de Wikipédia : il faut le « wikifier ».
Les points d'amélioration suivants sont les cas les plus fréquents. Le détail des points à revoir est peut-être précisé sur la page de discussion.
- Les titres sont pré-formatés par le logiciel. Ils ne sont ni en capitales, ni en gras.
- Le texte ne doit pas être écrit en capitales (les noms de famille non plus), ni en gras, ni en italique, ni en « petit »…
- Le gras n'est utilisé que pour surligner le titre de l'article dans l'introduction, une seule fois.
- L'italique est rarement utilisé : mots en langue étrangère, titres d'œuvres, noms de bateaux, etc.
- Les citations ne sont pas en italique mais en corps de texte normal. Elles sont entourées par des guillemets français : « et ».
- Les listes à puces sont à éviter, des paragraphes rédigés étant largement préférés. Les tableaux sont à réserver à la présentation de données structurées (résultats, etc.).
- Les appels de note de bas de page (petits chiffres en exposant, introduits par l'outil «  Source ») sont à placer entre la fin de phrase et le point final[comme ça].
- Les liens internes (vers d'autres articles de Wikipédia) sont à choisir avec parcimonie. Créez des liens vers des articles approfondissant le sujet. Les termes génériques sans rapport avec le sujet sont à éviter, ainsi que les répétitions de liens vers un même terme.
- Les liens externes sont à placer uniquement dans une section « Liens externes », à la fin de l'article. Ces liens sont à choisir avec parcimonie suivant les règles définies. Si un lien sert de source à l'article, son insertion dans le texte est à faire par les notes de bas de page.
- La présentation des références doit suivre les conventions bibliographiques. Il est recommandé d'utiliser les modèles {{Ouvrage}}, {{Chapitre}}, {{Article}}, {{Lien web}} et/ou {{Bibliographie}}. Le mode d'édition visuel peut mettre en forme automatiquement les références.
- Insérer une infobox (cadre d'informations à droite) n'est pas obligatoire pour parachever la mise en page.

Pour une aide détaillée, merci de consulter Aide:Wikification.
Si vous pensez que ces points ont été résolus, vous pouvez retirer ce bandeau et améliorer la mise en forme d'un autre article.
Herve (en wallon : Heve ou Héf - en limbourgeois : Herf) est une ville francophone de Belgique située en Région wallonne dans la province de Liège, à 8 km à vol d'oiseau de Verviers, à 17 km de Liège, à 13 km de la frontière néerlandaise et  à 19 km de la frontière allemande. Herve est réputée pour son fromage et sa région bocagère portant son nom.
Herve se situait autrefois dans le Duché de Limbourg et reçut son titre de « ville » vers l'an 1270 après la construction de l'église primitive et de la forteresse de Herve dont il ne reste que la tour romane. Cette tour était le donjon du château protégeant la ville. Herve eut aussi son perron en 1407 comme beaucoup de villes dans la région de Liège mais il se fit détruire par les révolutionnaires français en 1792.

## Géographie
Située dans la région géographique de l'Entre-Vesdre-et-Meuse, l'altitude de la ville varie entre 205 m (la vallée du Bolland, le village de Bolland) et 335 m sur les hauteurs de Battice. C'est la capitale de la région bocagère typique du pays de Herve. La ville est réputée pour son commerce du fromage de Herve, AOP depuis 1996 - déjà AOC en 1936 - et sa cavalcade le lundi de Pâques.
La ville jouit d'une température moyenne annuelle de 10,2°C, égale à celle de la Belgique. Elle fait partie intégrante de la Haute Belgique (Altitude supérieure à 200 m). Les hivers peuvent être bien rigoureux (température pouvant descendre par nuits claires sous la barre des −18 °C dans les vallées) et les étés caniculaires peuvent faire monter la température (jusqu'à 35 °C).
Le paysage est vallonné sur le territoire de la commune, les principales surfaces agricoles sont destinées à l'élevage de vache laitière (pour la réalisation du fameux fromage de Herve). Les prairies plantées de vergers et bordées de haies y sont très présentes.

### Sections de commune
| # | Nom           | Superf. (km²) | Habitants (2020) | Habitants par km² | Code INS |
| - | ------------- | ------------- | ---------------- | ----------------- | -------- |
| 1 | Herve         | 1,97          | 4.293            | 2.182             | 63035A   |
| 2 | Charneux      | 14,26         | 1.604            | 112               | 63035B   |
| 3 | Battice       | 20,17         | 5.666            | 281               | 63035C   |
| 4 | Chaineux      | 4,32          | 1.494            | 346               | 63035D   |
| 5 | Grand-Rechain | 3,86          | 1.449            | 375               | 63035E   |
| 6 | Xhendelesse   | 3,56          | 1.717            | 482               | 63035F   |
| 7 | Bolland       | 6,21          | 971              | 156               | 63035G   |
| 8 | Julémont      | 2,50          | 426              | 170               | 63035H   |

### Villages et hameaux
Bruyères, José, Manaihant, Biomont, Bouxhmont, Champiomont, Elvaux, Fastré, Faweux, Gurné, Hacboister, Hautregard, Hauzeur, Holliguette, Houlteau, Hubertfays, Lescours, Noblehaye, Outre-Cour, Renouprez, Sauvenière, Stockis, Wadeleux, Warrimont, Waucomont et Xhéneumont.
| Dalhem           | Aubel     |                    |
| Blegny, Soumagne | Herve     | Thimister-Clermont |
| Olne             | Pepinster | Dison, Verviers    |

## Démographie

### Démographie: Avant la fusion des communes
- Source: DGS recensements population

### Démographie: Commune fusionnée
En tenant compte des anciennes communes entraînées dans la fusion de communes de 1977, on peut dresser l'évolution suivante :
Les chiffres des années 1831 à 1970 tiennent compte des chiffres des anciennes communes fusionnées.
- Source: DGS , de 1831 à 1981=recensements population; à partir de 1990 = nombre d'habitants chaque 1 janvier[3]

## Histoire

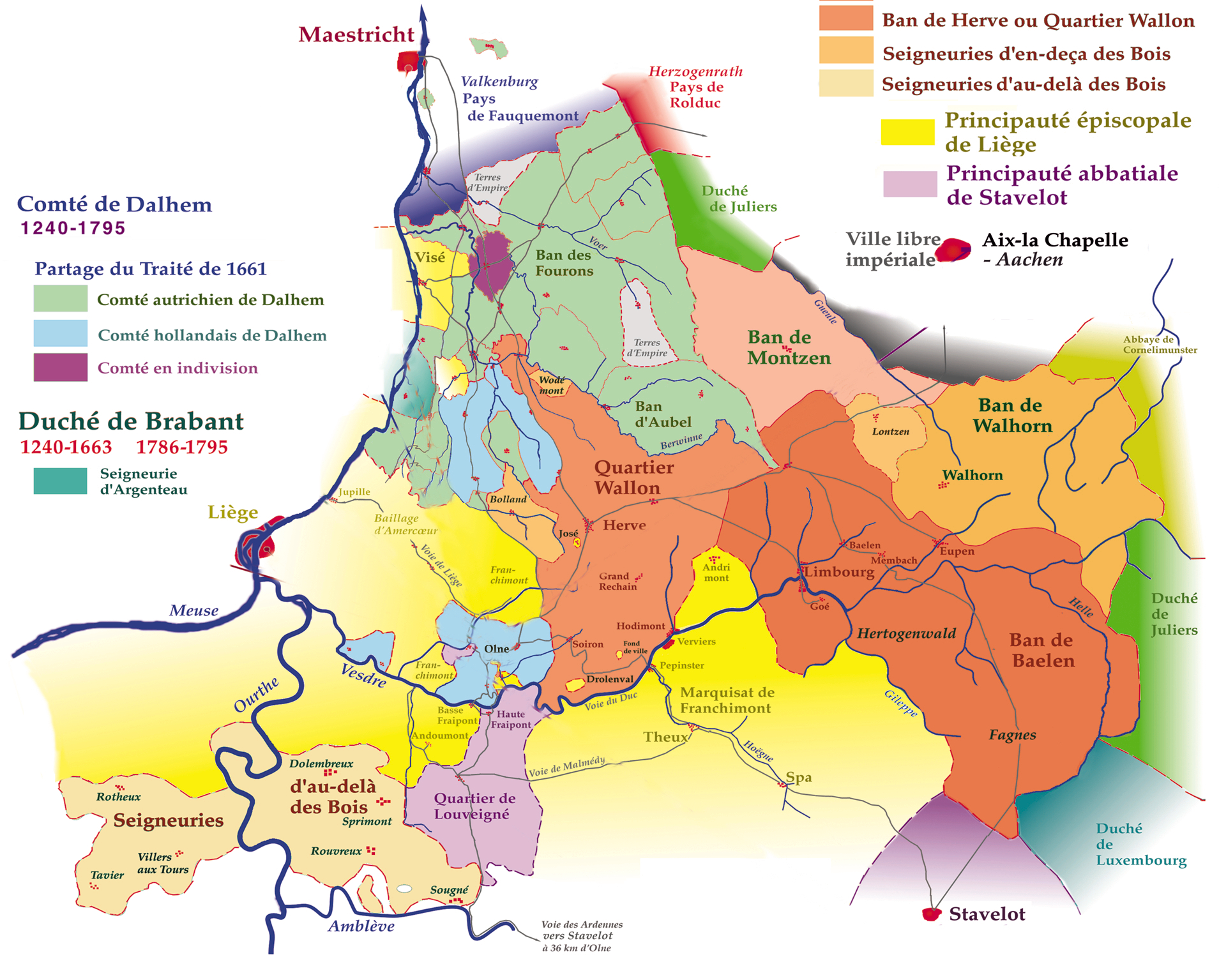
Carte du duché de Limbourg.

Le nom de Herve viendrait de Arvia signifiant cours d'eau, en référence à un ruisseau dont il ne reste qu'un petit filet, le Hack (Hac). (in pagus hÿrwia, 1005).
Le Ban de Herve, appelé aussi Quartier wallon fit longtemps partie du duché de Limbourg, propriété, avec le comté de Dalhem, du duché de Brabant et appelé Pays d'Outremeuse.
Vers 1270 Herve reçut le titre de ville à la suite de la construction de son château et église dont il ne reste que la tour de celle-ci qui servait aussi de donjon à la forteresse.
Sur la carte de Ferraris de 1777, il apparaît que la ville de Herve se résume à cette époque à un axe principal d'orientation du sud-ouest vers le nord-est d'une longueur approximative d'un kilomètre et comprenant les actuelles rues Jardon et Roosevelt, la place de l'Hôtel de Ville, Potiérue et les rues du Marché et Leclercq auxquelles il faut ajouter la rue Haute et les quelques petites rues entourant l'église Saint-Jean-Baptiste.
En 1914, Herve fut la première ville martyre de Belgique. Une plaque à Verdun dans l'ossuaire de Douaumont reconnait ce titre à la Ville de Herve. Le 4 août 1914, les troupes allemandes ont traversé Battice et Herve, mais devant la résistance du fort de Fléron, celles-ci ont commencé à s'en prendre à la population, à brûler et à piller les maisons en battant en retraite. Battice et une très grande partie de Herve furent incendié le 5 et 6 août. Des civils sont exécutés devant leur porte ou sont fusillés. Le 8 août, 72 civils parmi lesquels des Batticiens et des Herviens sont fusillés à Labouxhe-Melen.
38 civils sont passés par les armes et 300 maisons détruites par (sans doute) les 39e et 165e RI de l'armée impériale allemande le 8 août 1914, lors des atrocités allemandes commises au début de l'invasion.
Le Fort de Battice est l'un des quatre forts construits dans les années 1930 et plus précisément de 1934 à 1937. En mai 1940, le fort soutint un siège de 12 jours sous le feu de l'artillerie lourde et de l'aviation allemandes. Une seule bombe lancée par un stuka, par un malheureux ricochet, pénétra dans un bloc de combat en tuant 28 de ses occupants. On peut encore voir, dans le petit musée qui y est installé, l’ampleur des dégâts.

## Héraldique
|  | La ville possède des armoiries qui lui ont été octroyées le 30 mars 1819, modifiées le 14 février 1842 puis le 12 février 1980. Elles montrent les armoiries du Duché de Limbourg portées par Saint Jean-baptiste, le saint patron de la ville. Le plus vieux sceau de la ville est connu depuis le XIIIe siècle et montrait déjà le lion de Limbourg. La ville a appartenu au Limbourg jusqu'en 1813 lorsque plusieurs parties du Limbourg furent annexées à la nouvelle province de Liège. Le saint patron apparut sur le sceau local au XVIe siècle avec les lettres H et E. À la fin du XVIIIe siècle, le sceau local combinait le saint avec le petit écu du duché de Limbourg. Cette combinaison n'a plus changé depuis lors. Comme en 1819 les couleurs du champ et du saint n'étaient pas connues, le gouvernement hollandais octroya les armoiries aux couleurs hollandaises d'or et de bleu. Après l'indépendance de la Belgique, les armoiries furent à nouveau octroyées mais les couleurs restèrent inchangées. En 1819 et en 1842, les armoiries furent octroyées avec une couronne mais elle ne fut plus octroyée en 1980. Blasonnement : D'azur à un saint Jean-Baptiste tenant de la dextre une bannière chargée d'une croix latine de sable, senestré d'un agneau contourné, posés sur un tertre isolé, le tout d'or, le saint tenant, à ses pieds, de la senestre, un écu d'argent au lion de gueules à la queue fourchée et passée en sautoir, lampassé d'azur, armé et couronné d'or, l'écu brochant sur le tout. Source du blasonnement : Heraldy of the World. |

## Politique

### Conseil et collège communal 2024-2030
Ci-dessous, le tableau des résultats des élections communales de 2024.
| Parti | Parti | Voix (2024) | Voix (2018) | % (2024) | % (2018) | +/-    | Sièges  | +/- | Collège |
| ----- | ----- | ----------- | ----------- | -------- | -------- | ------ | ------- | --- | ------- |
|       | PS    | 1.450       | 1.854       | 12,94%   | 16,29%   | 3.35 % | 2 / 25  | 1.0 | Non     |
|       | HDM   | 5.990       | 5.962       | 53,44%   | 52,37%   | 1.07 % | 14 / 25 | 0.0 | Oui     |
|       | EPH   | 3.768       | 3.568       | 33,62%   | 31,34%   | 2.28 % | 9 / 25  | 1.0 | Non     |
| Total | Total | 11 208      | 11 384      | 100 %    | 100 %    |        | 25      |     |         |

| Collège communal   |                   |                   |
| ------------------ | ----------------- | ----------------- |
| Bourgmestre        | Marc Drouguet     | MR - Herve Demain |
| 1er Échevin        | Éric Jérôme       | Herve Demain      |
| 2e Échevin         | Bernard Allelyn   | Herve Demain      |
| 3e Échevine        | Marianne Dalem    | MR - Herve Demain |
| 4e Échevin         | Philippe Dumoulin | MR - Herve Demain |
| Présidente du CPAS | Isabelle Levaux   | Herve Demain      |

### Liste des bourgmestres depuis 1830
- 1988-2010 : André Smets (PSC/CdH)
- 2010-2012 : José Spits CdH
- 2012-2018 : Pierre-Yves Jeholet MR - MR
- Depuis 2018 : Marc Drouguet MR - HDM

### Jumelages
- Battice et Forges-les-Eaux

C'est le 4 juin 1960 que se scelle officiellement le jumelage entre Battice et Forges-les-Eaux, avec l'accueil par le bourgmestre Georges Gramme du maire de cette cité française, M. Métadier, accompagné d'une centaine de Forgions. Le village de Forges-les-Eaux organise lui aussi une cavalcade à la fin du mois de juillet.
- Miechów (Pologne)
- Herve et Vacqueyras (France) depuis 2016

## Patrimoine et culture

### Patrimoine architectural et sites

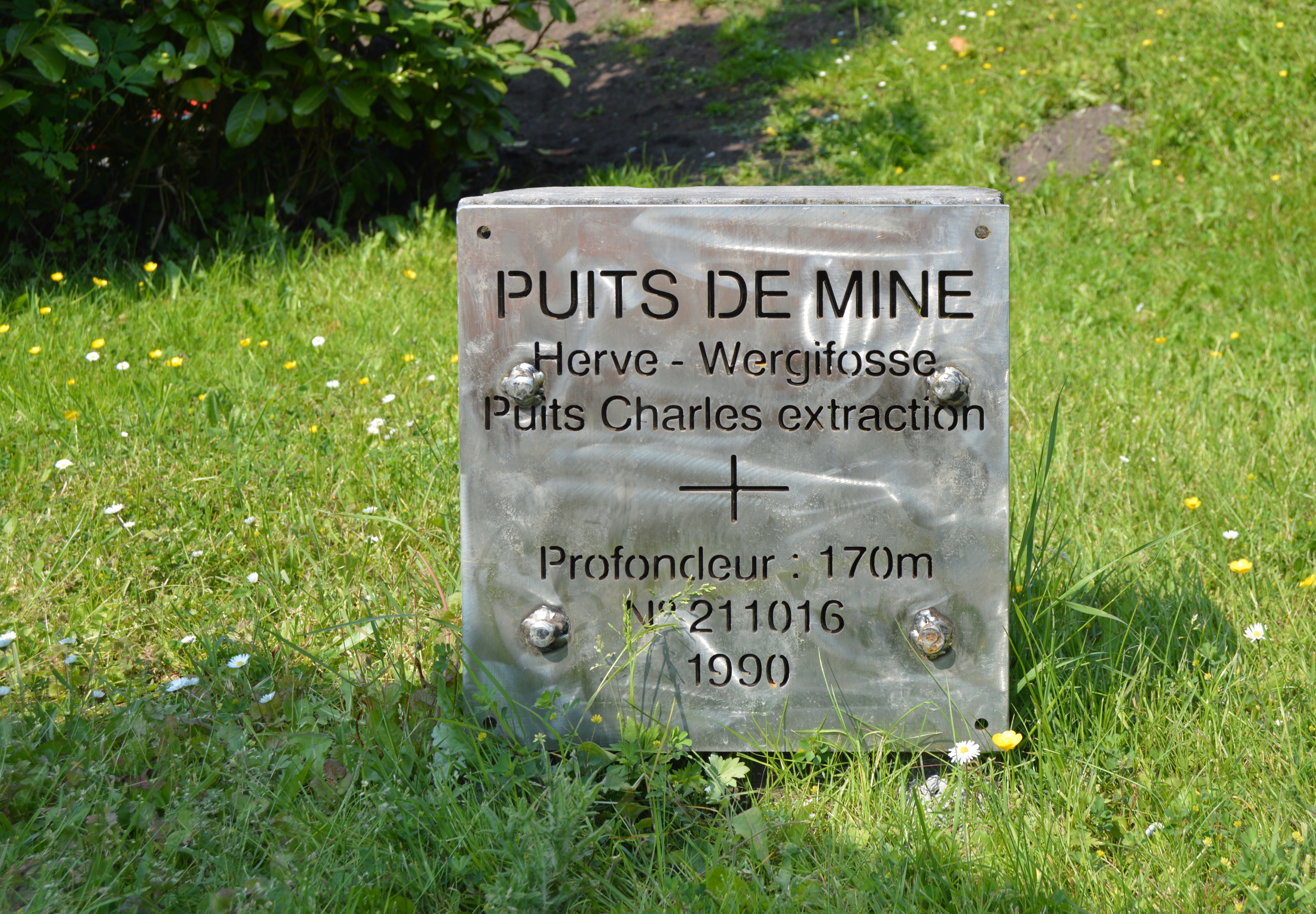
Borne de l'ancien puits d'exploitation Charles à proximité des terrains du T.C. Herve.

L'église Saint Jean-Baptiste, classée depuis le 15 mars 1934, a été construite au XVIIe siècle. La tour, d'une hauteur de 49 mètres, date du XIIIe siècle. Le clocher a la particularité d'être tors. Son clocher est devenu tors au fil du temps par simple accident, la torsion s'étant effectuée dans le sens des vents dominants,.
Parmi les immeubles classés les plus remarquables de la ville, on peut citer la maison du Père éternel (rue Jardon), la maison Gustafsson (rue du Marché) et la maison Leclercq (rue Leclercq) ainsi que la petite maison à colombages du XVIIe siècle située au no 7 de la rue d'Elvaux . Les maisons typiques avec leur entrée placée au-dessus d'un perron sont principalement situées rue Jardon, rue du Marché et rue Haute. Les deux immeubles contigus sis aux nos 14/16 et 18/20 de Potiérue datent du XVIIe siècle.
Le cimetière, qui se trouvait à l'origine à côté de l'église, a été déplacé place Albert en 1855 et ensuite vers la route de Soumagne en 1928.[réf. nécessaire]
Les Six Fontaines, en wallon Lu Six Batches, est une construction composée de six bacs de pierre recevant l'eau d'une source. Élément important du patrimoine local, le site est régulièrement l'objet de diverses dégradations. Il a fait l’objet d’une profonde rénovation en 2012. Les façades ont été sablées et un treillis interdisant l’accès sur le dessus a été placé.[réf. nécessaire]
Lieu d'exploitation des anciens charbonnages de Herve-Wergifosse (Charbonnage des Halles à José-Battice et Charbonnage des Xhawirs) et de La Minerie, les environs de la ville accueillent toujours diverses pierres témoignant des emplacements des anciens puits.

### Culture

#### Folklore
La Cavalcade a lieu toutes les années, le lundi de Pâques depuis les années 1880. Au début, il s'agissait d'une parade de chevaux, d'où le nom de « Cavalcade ».
C'est devenu un grand cortège composés d'harmonies, de chars et de groupes folkloriques qui déambule dans les rues de Herve durant l'après-midi du lundi de Pâques. Mais ces dernières années, la plupart des attelages furent remplacés par les tracteurs.
En 2006, Herve-Attractions décide de réaliser une véritable prouesse : faire revenir les chevaux à la Cavalcade. Le pari est réussi : près de 30 attelages ont remplacé tous les tracteurs.
La Procession del Cinquême se déroule le lundi de Pentecôte.
Traditionnellement, le 6 novembre de chaque année, la foire Saint-Léonard, patron des mineurs, prend ses quartiers dans le centre de Herve. Un ensemble multicolore d'échoppes où se débitent toutes sortes de douceurs : caramels, sucres d'orge, jus de réglisse, fruits…
Des camelots et des « charlatans » offrant leurs marchandises, des marchands d'ustensiles agricoles et des chanteurs complètent ce tableau. Les rues de Herve sont inondées car il s'agit bien du rendez-vous de toute la population avant les tristes jours d'hiver.
Les origines de cette foire remontent certainement à l'organisation de la foire franche de Herve. Un événement qui existait déjà à la fin du XIVe siècle. Cette foire jouissait de certains privilèges : dès le 3 novembre et pendant 7 jours consécutifs, les marchands et les bourgeois vendeurs et acheteurs, bénéficiaient d'une certaine immunité et d'une plus grande liberté car nul ne pouvait être arrêté ni poursuivi durant ce délai même pour les délits antérieurs à la foire ! La foire Franche était principalement un grand marché à bestiaux.[réf. nécessaire]

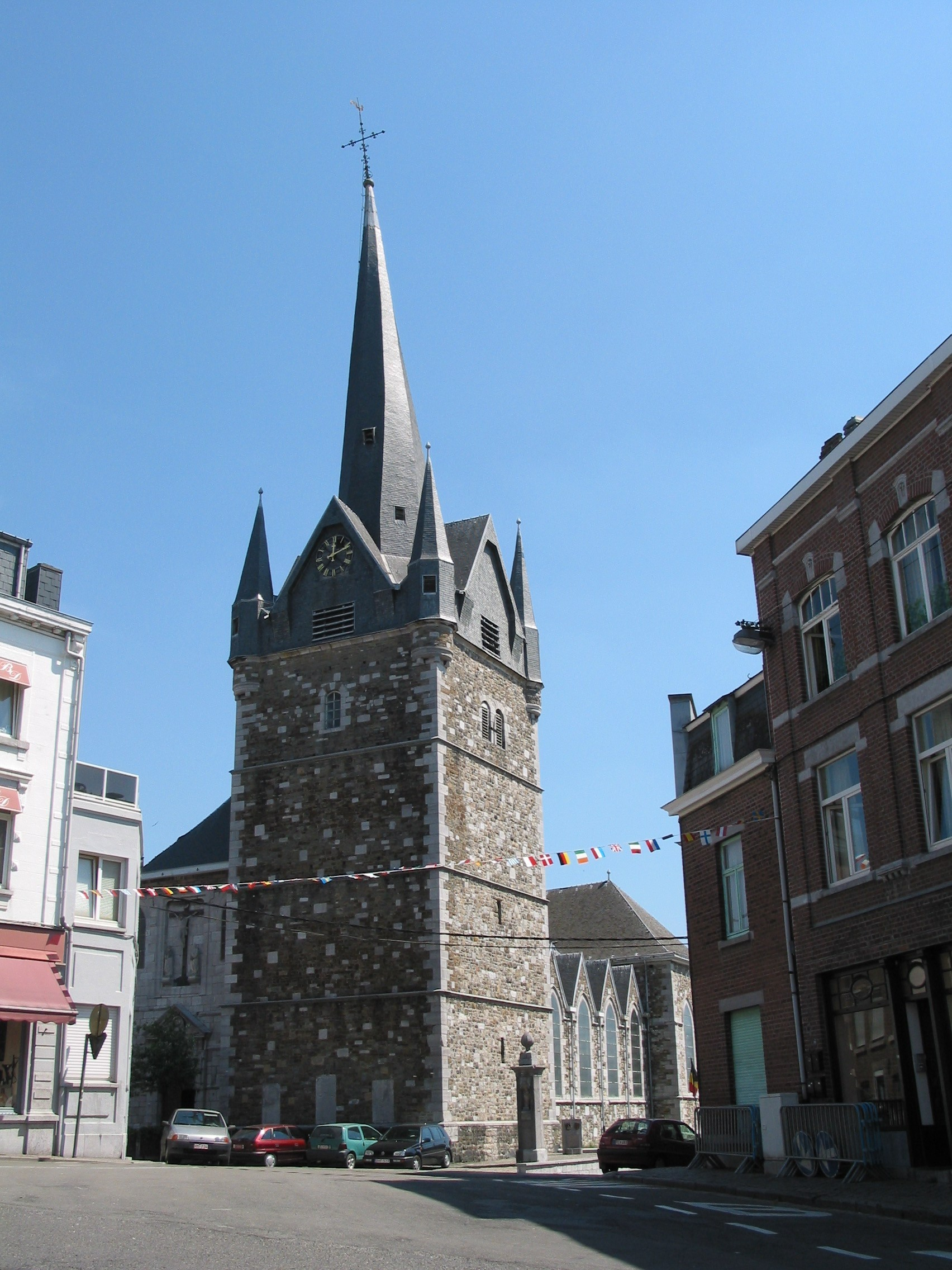
L'église.
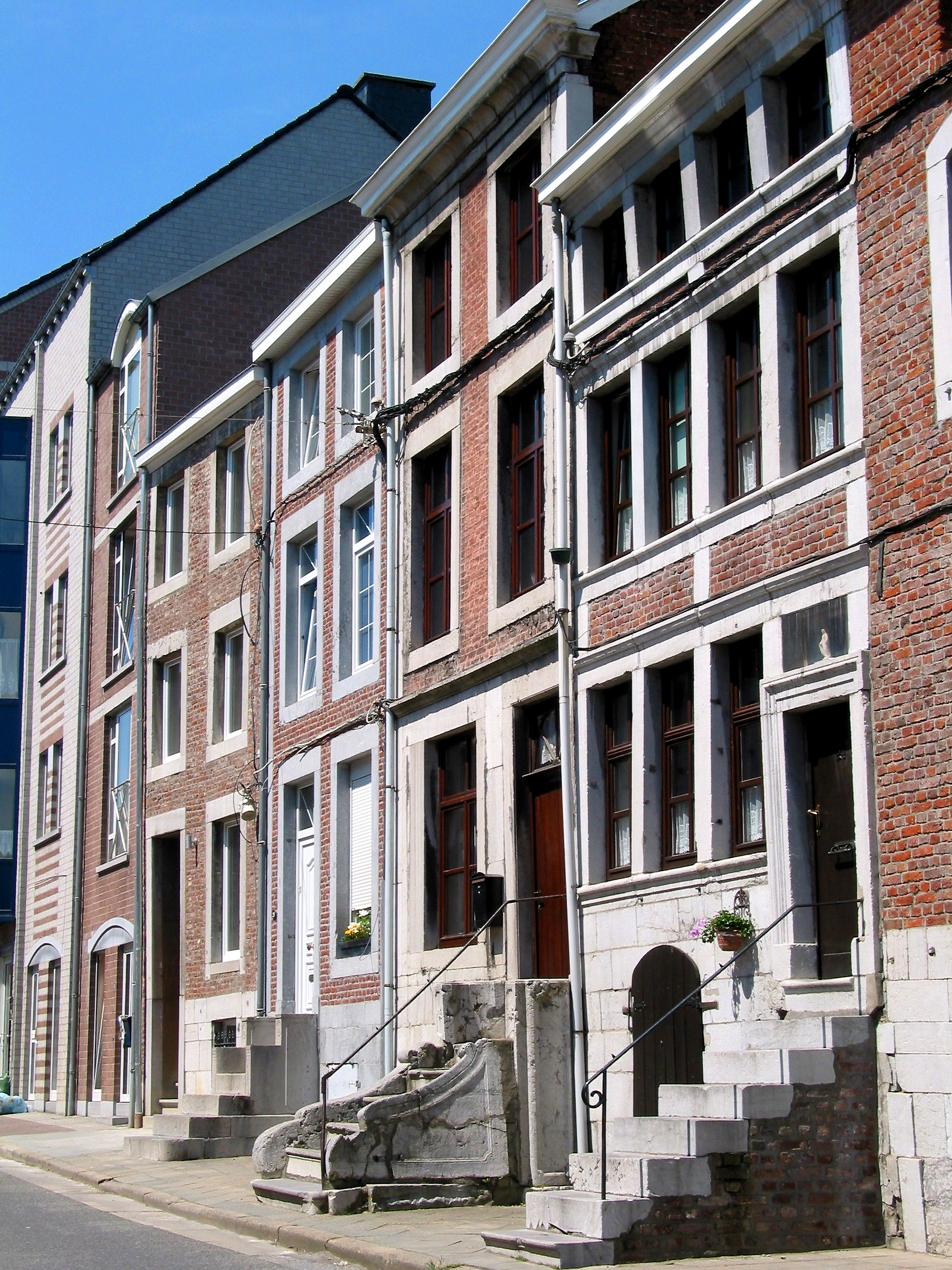
Vieilles maisons typiques avec leur perron (rue Jardon).
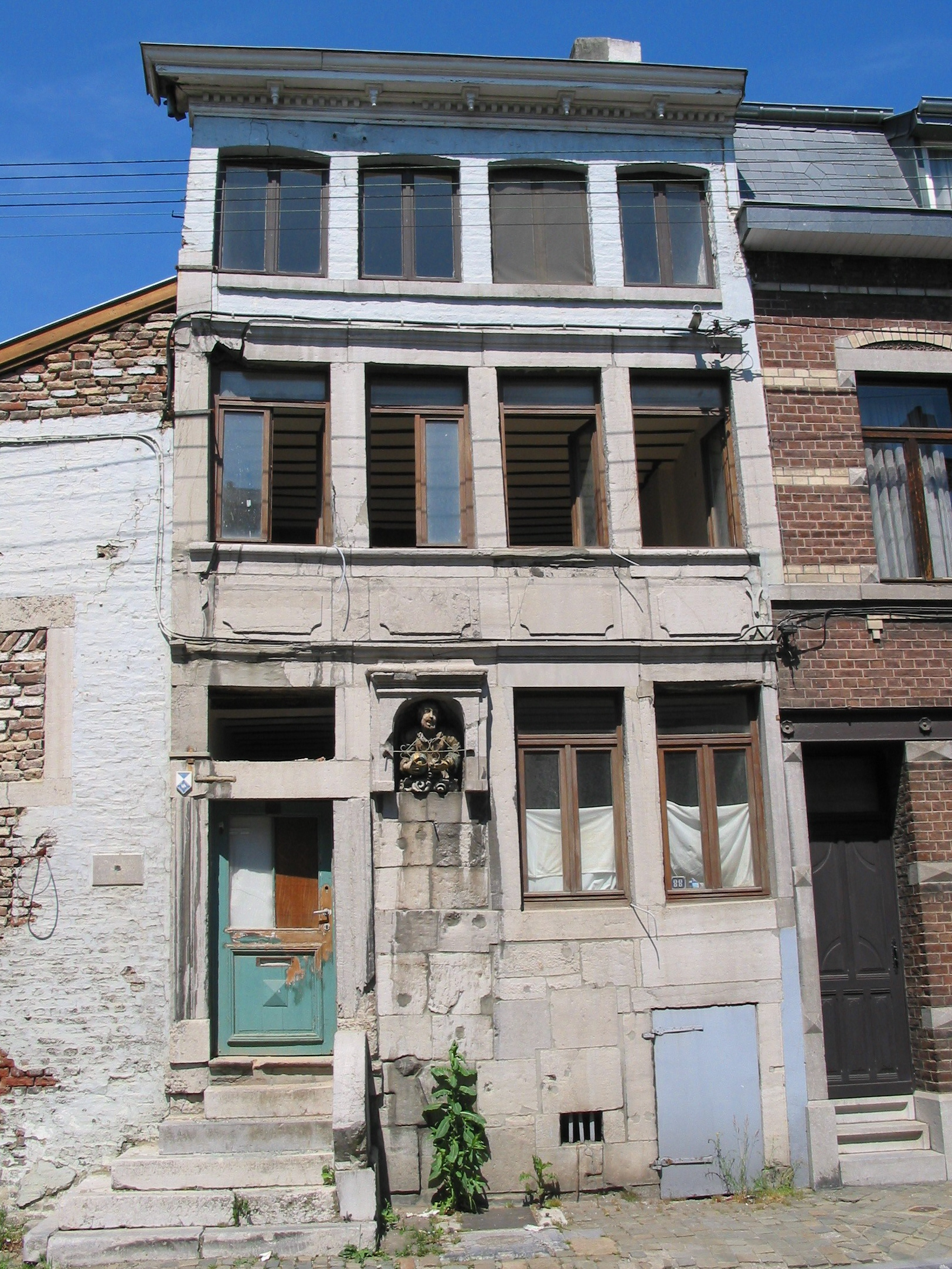
La maison dite « Du Père Éternel » (1737).
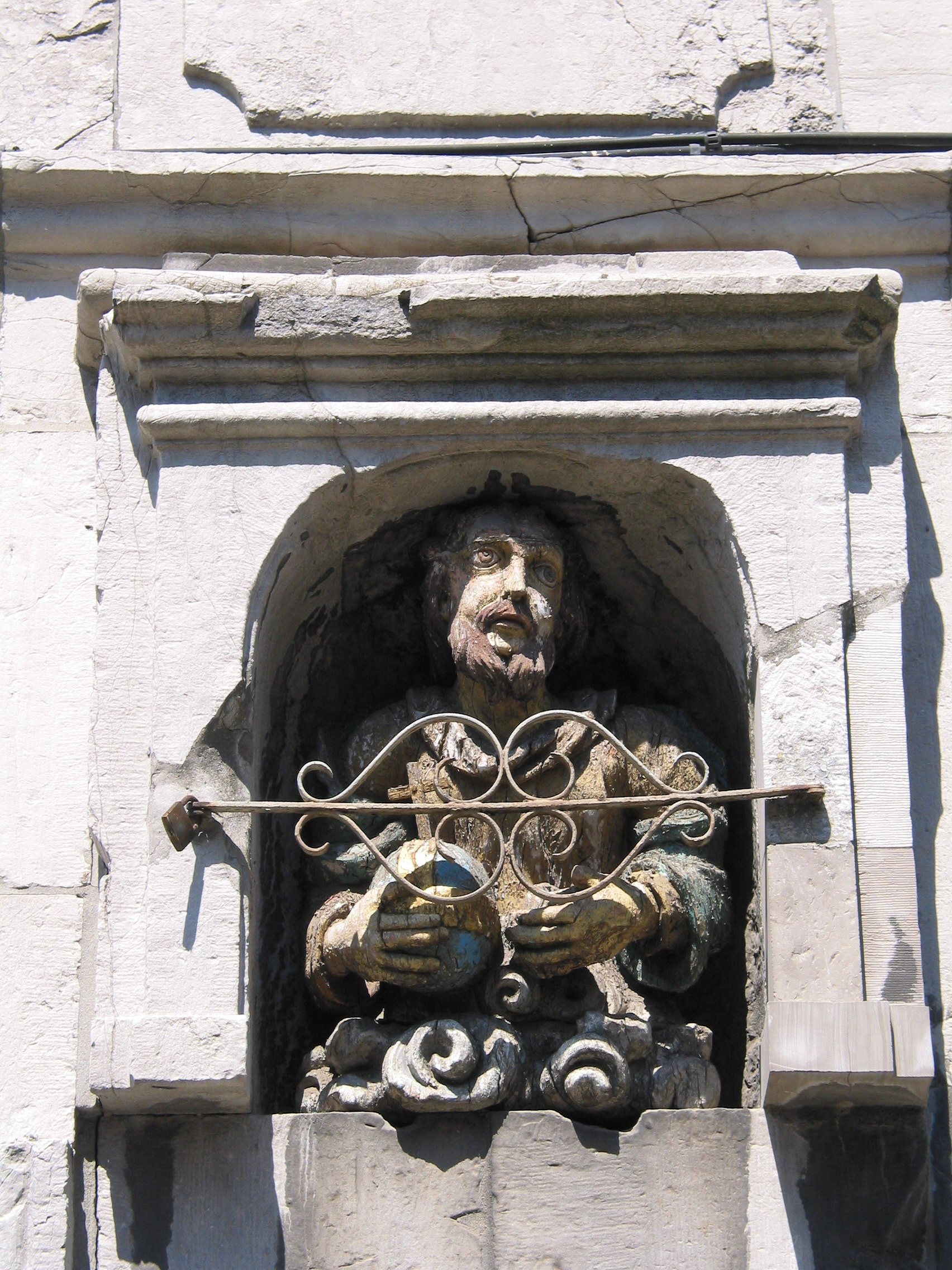
Lu vî bon Dju.
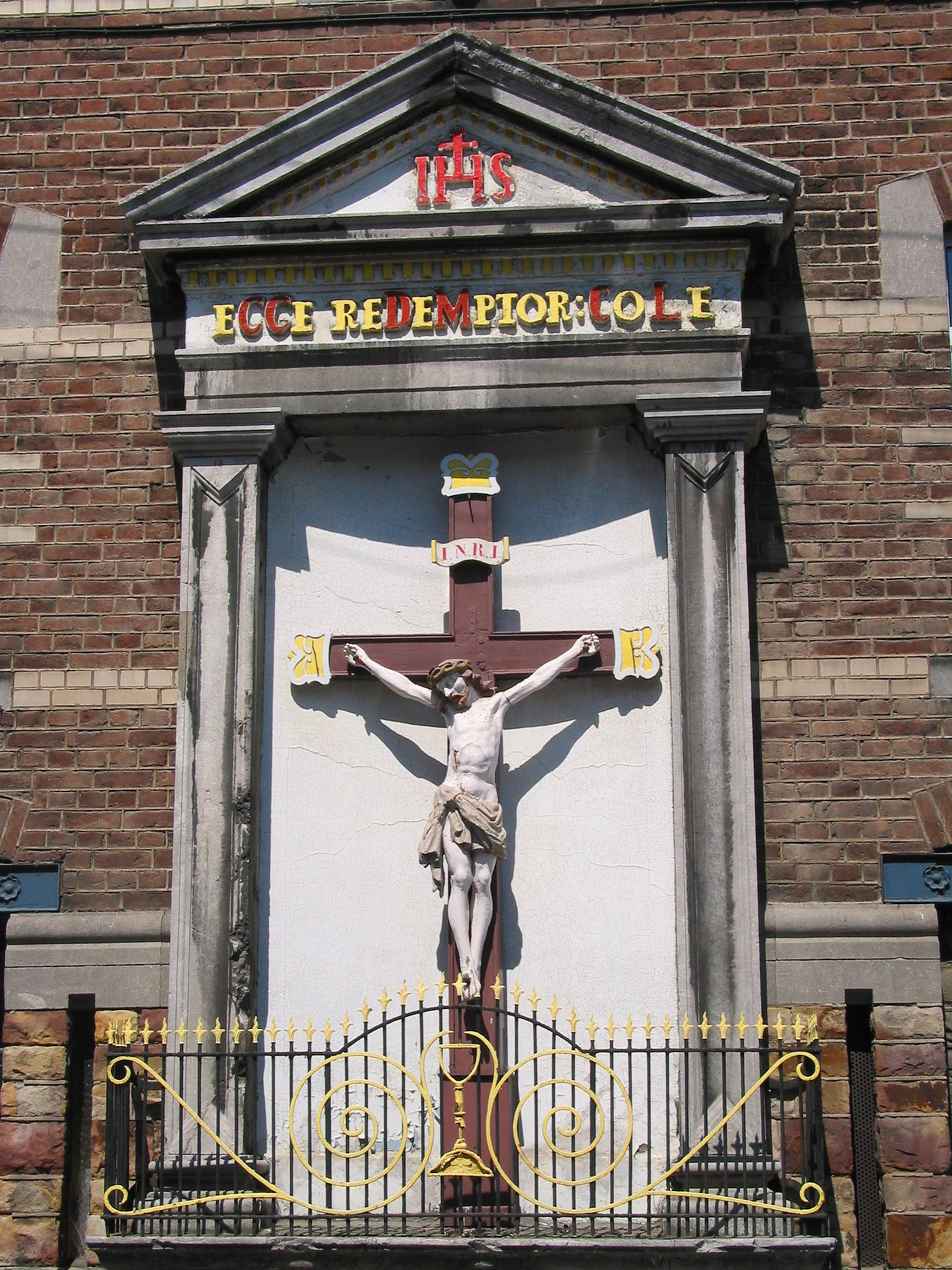
Calvaire régional typique.
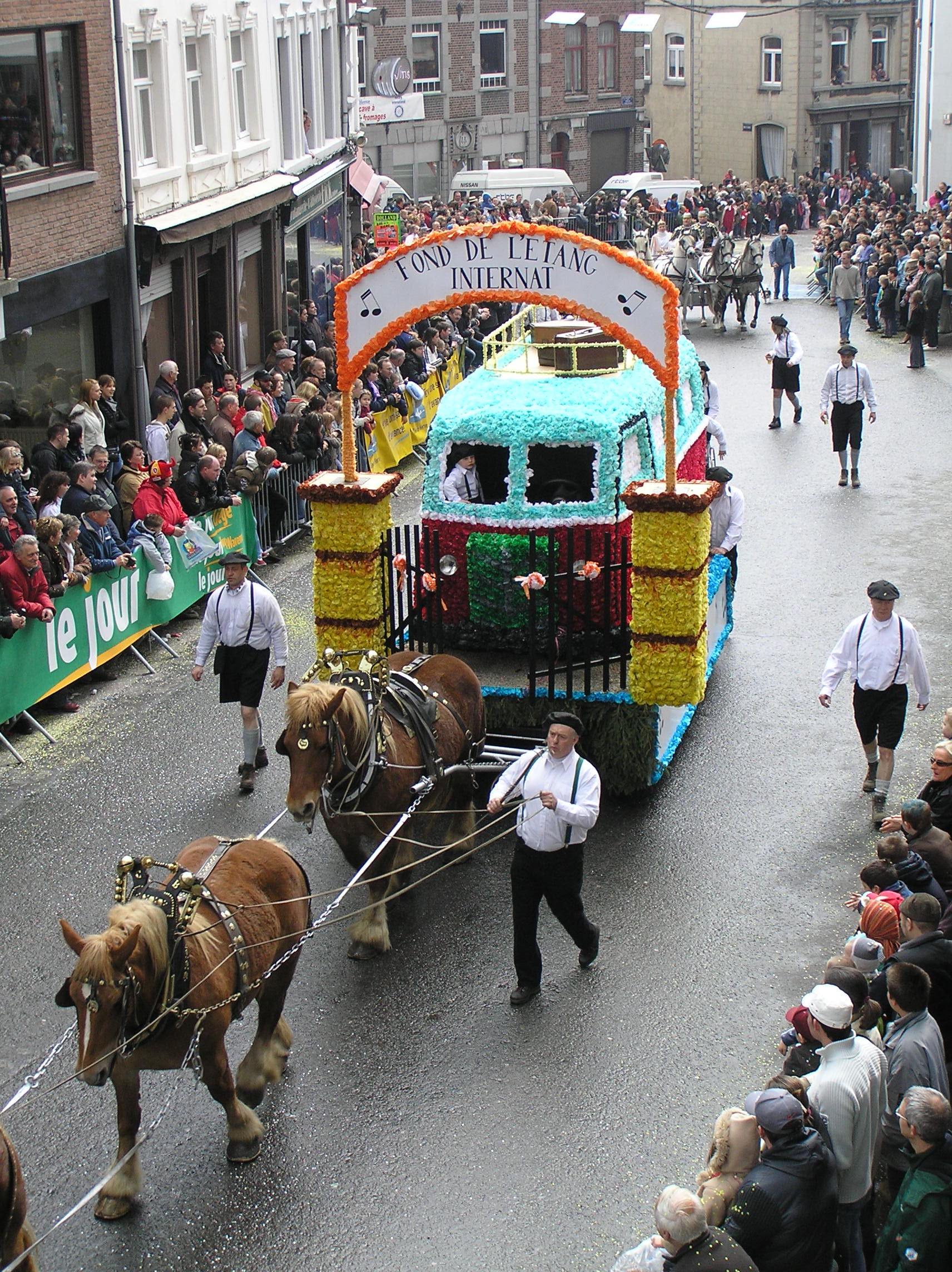
Un attelage - 2006.
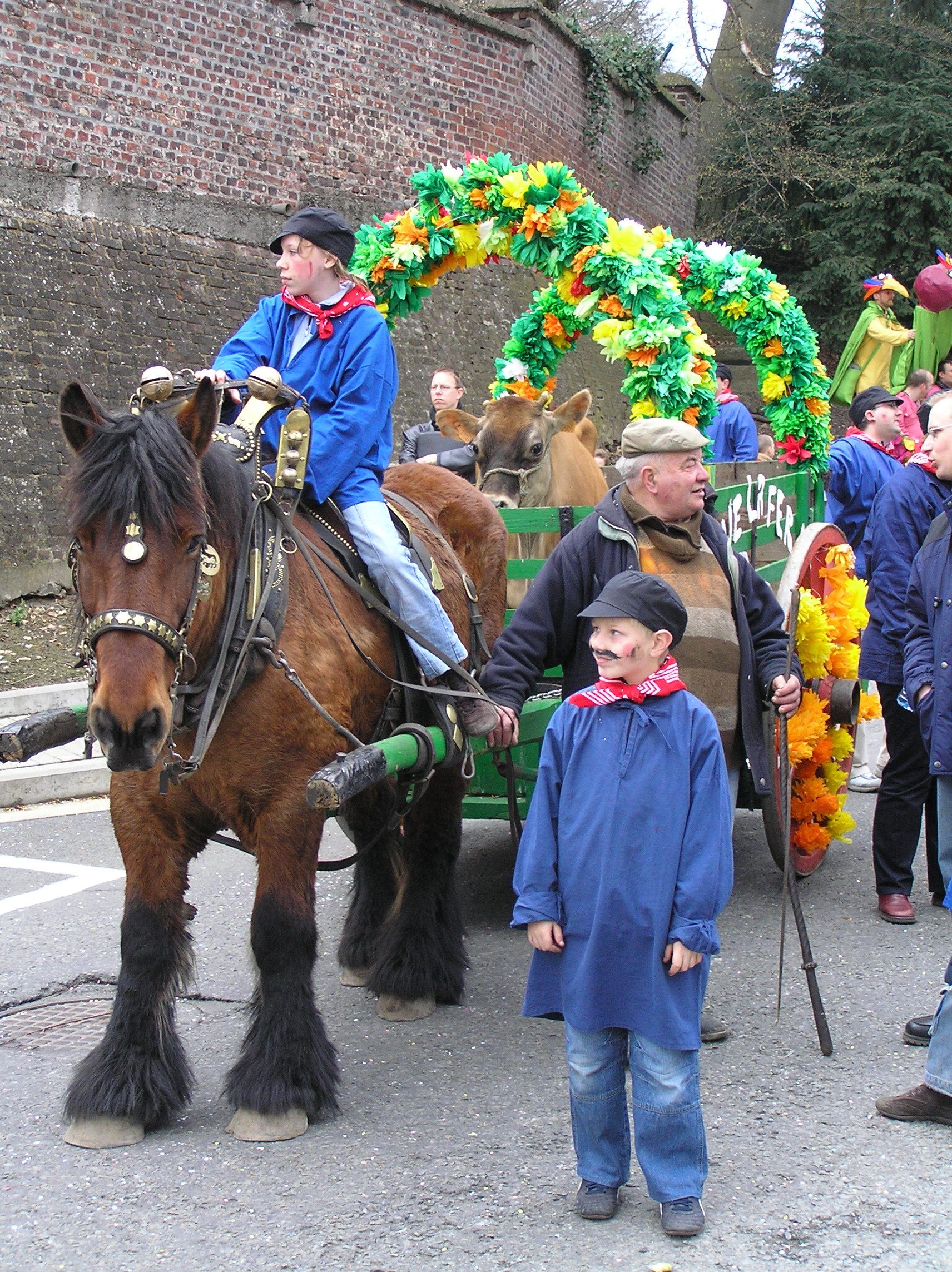
Un attelage - 2006.
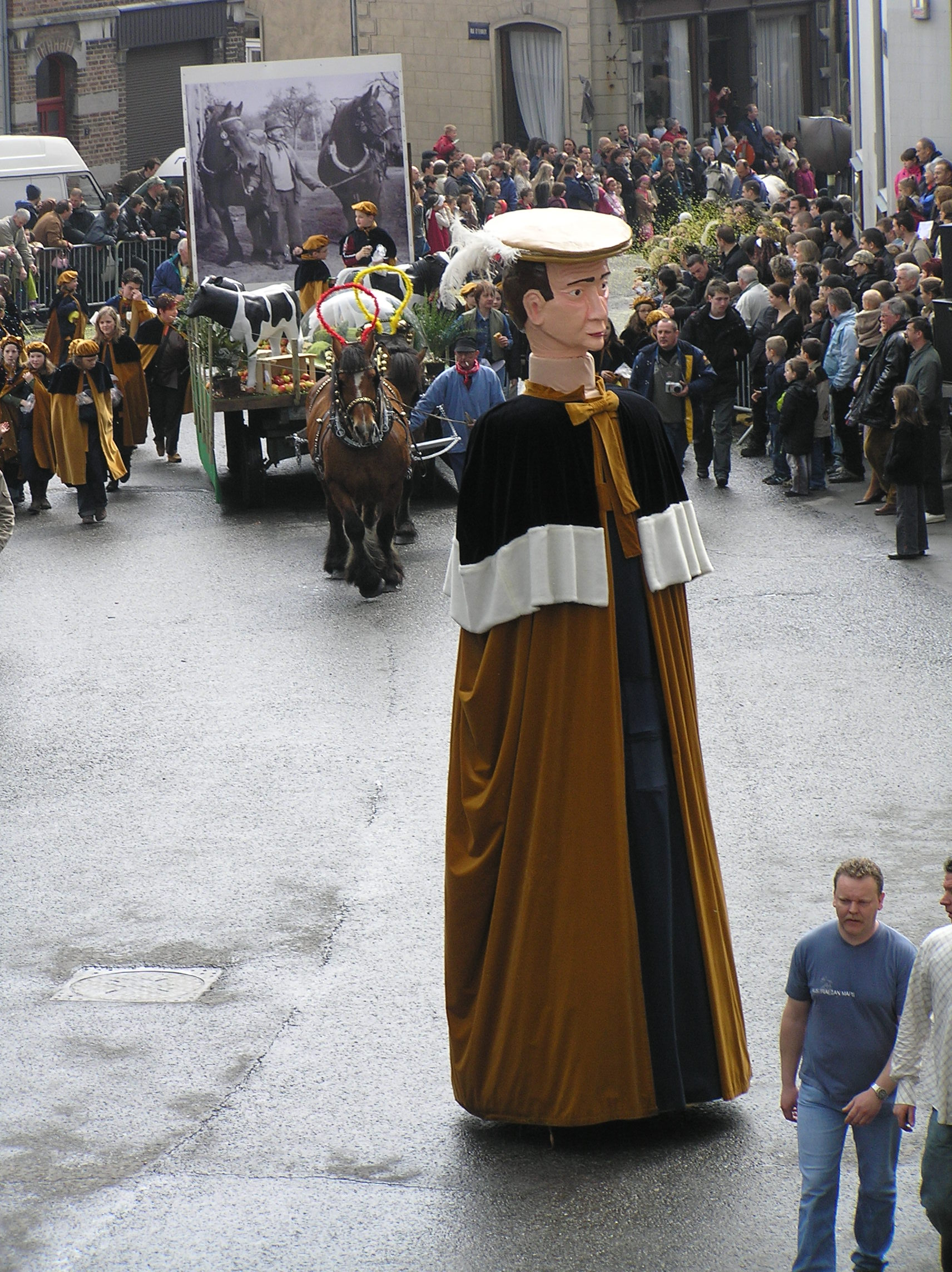
Un attelage - 2006.
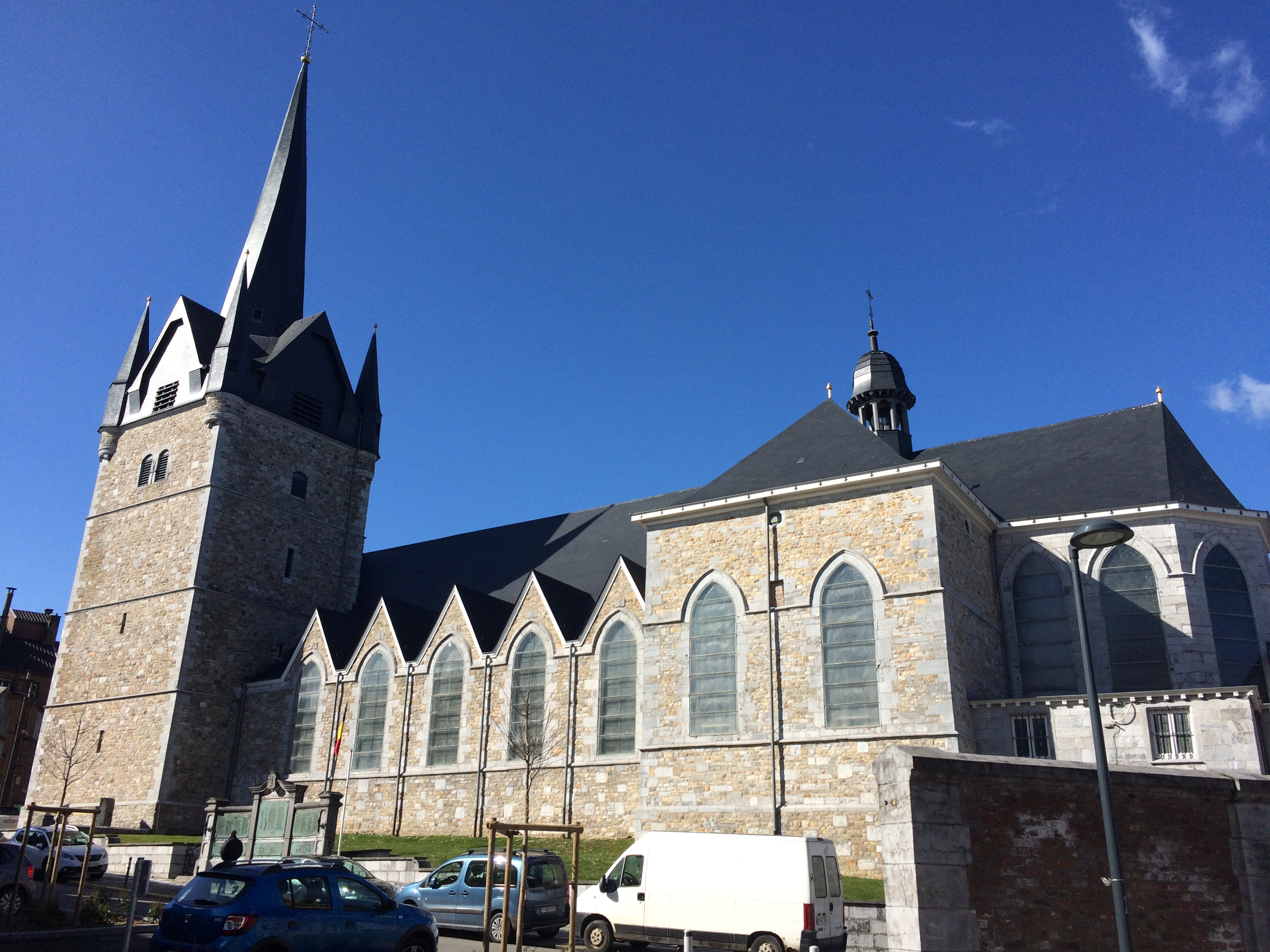
L'église de Herve.

#### Gastronomie

##### Fromages
Le fromage de Herve au bouquet si caractéristique est produit à Herve en laiterie ainsi que dans les fermes des alentours (Herve fermier). Il peut être doux ou piquant. Le remoudou est une variété de ce fromage.
D'autres fromages sont produits à Herve comme la Meule du Plateau, le Boû d'Fagne, le Trou d'Sottai ou encore le Bouquet des Moines.

## Célébrités
- Jean Bolland (Julémont 1596 - Anvers 1665) - Prêtre jésuite, hagiographe, fondateur de la Société des bollandistes et des Acta Sanctorum.
- Barthélemy Des Bosses (Chaineux 1668 - Cologne 1738) - Prêtre jésuite, philosophe, théologien de renom.
- Charles-Lambert Doutrepont (Herve 1746 - Paris 1809) - Homme politique et avocat.
- Werner de Lamberts-Cortenbach (Herve 1775 - Saint-Trond 1849) - Né au château de Crêvecoeur à Herve et fils du baron George-Xavier von Lamberts zu Cortenbach, seigneur du Haut-Ban de Herve - Porte-drapeau du régiment de Namur durant la révolution brabançonne - Sous-lieutenant de l'armée de Maximilien Ier de Bavière - Conseiller communal de Saint-Trond et député de l'ordre équestre aux États provinciaux du Limbourg (Royaume des Pays-Bas).
- Pierre Lys (Herve 1779 - Verviers 1849) - Dernier mayeur de la Cour de Justice de Herve et député.
- Gilles Davignon (Herve 1780 - Verviers 1859) - Homme politique belge francophone libéral, petit-fils d'un ancien bourgmestre de Herve - Élu pour l'arrondissement de Verviers lors des premières élections générales du 29 août 1831, réélu en 1833 - Administrateur de la Banque de Belgique - Conseiller provincial de la province de Liège de 1836 à 1846, il en sera vice-président de 1836 à 1838, de 1839 à 1840 et de 1842 à 1844 - Échevin de Lambermont - Membre du Congrès national (Belgique) et ensuite du parlement.
- Léonard Lecloux (Herve 1789 - Verviers 1850) - Musicien et fondateur de la Société royale d’Harmonie à Verviers en 1829.
- Mathieu Leclercq (Herve 1796 - Bruxelles 1889) - Membre du Congrès national lors de l'indépendance de la Belgique - Ministre de la Justice en 1840.
- Léonard Neujean (Herve 1799 - Horst 1852) - Maire de la municipalité de Horst aux Pays-Bas de 1837 à 1852.
- Gérard-Auguste Moreau(Herve 1806 - Bruxelles 1880) - Docteur en droit - Bourgmestre de Herve (1837-1869) - Député (1848-1870) - Membre de la cour des comptes.
- Adolphe Gustafsson de Holstein-Gottorp-Vasa (Francfort 1820 - Herve 1907) - Fils illégitime mais reconnu du roi de Suède Gustave IV Adolphe et dernier descendant de la famille Vasa exilé à Herve en 1823.
- Gustave Taillard (Herve 1839 - Herve 1930) - Médecin d’une grande bonté et bienfaiteur des pauvres de Herve.
- Théophile Iserentant (Herve 1860 - Herve 1921) - Notaire (1886-1921) - Conseiller provincial de Liège (1894-1898) - Bourgmestre de Herve (1903-1921) durant la Première Guerre mondiale - Fondateur de la société des Anciens du Collège royale Marie-Thérèse en 1910.
- Auguste Doutrepont (Herve 1865 - Liège 1929) - Linguiste et académicien - Militant wallon - Directeur de l'Académie royale de langue et de littérature françaises de Belgique en 1920.
- André Henry (Xhendelesse 1865 - Froidmont 1911) - Cycliste qui remporta la première édition de Paris-Bruxelles en 1893.
- Jules Leruth (Herve 1871 - Herve 1925) - Auteur wallon.
- Georges Doutrepont (Herve 1868 - Louvain 1941) - Linguiste, militant wallon et académicien belge - Professeur d'Université en Belgique, Suisse, Angleterre,... - Membre de l'Académie royale de langue et de littérature française de Belgique en 1921.
- Sébastien Winandy (1874 Grand-Rechain - 1939 Dison) - Homme politique belge wallon, membre du parti catholique - Imprimeur - Conseiller communal de Dison (1907) et en devint bourgmestre (1910 - 1927) - Député de l'arrondissement de Verviers (1918 - 1939).
- Albert Mélen (Battice 1874 - Herve 1950) - Docteur en médecine vétérinaire - Franc-maçon notoire - Créateur de la Commission d’Assistance publique de Herve, le comité des Amis du Bon coeur, le comité scolaire des Écoles communales.
- Ernest Moreau de Melen - Footballeur né à Herve (1879-1968).
- Max Orban (Herve 1881 - Anvers 1969) - Rameur - Avocat avant la Première Guerre mondiale puis repris ce métier à Anvers après la fin de la Guerre - Gagnant du Grand Challenge Cup à Henley sur la Tamise avec le Royal Club Nautique de Gand (1906) - Son frère Rémy et lui reçurent la médaille d'argent des Jeux d'été à Athènes dans la catégorie aviron 2 places (1906) - Pilote de chasse de renom durant la Première Guerre mondiale, il fut décoré de la Croix de guerre française avec étoile d'argent (1914), de la Croix de guerre (1916), de la Médaille de l'Yser, Croix du Feu, Médaille de la Victoire, Commémorative Médaille 1914-1918, obtint huit Chevrons de Front et fut fait Chevalier de l'Ordre de la Couronne[17].
- Léon Jean Simar (Herve 1909 - Santiago de Cali 1983) - Musicien, compositeur et chef d'orchestre belge.

- Georges Gramme (Battice 1926 - Beersheba en Israël 1985) - Résistant en tant qu'agent de renseignement sous l’occupation de la Belgique par les Allemands - En 1977, au lendemain de l’entrée en vigueur de la législation relative aux fusions des communes (Loi Michel), il a été nommé bourgmestre (PSC, aujourd'hui cdH) de la nouvelle entité de Herve - (1971-1985) Sénateur - (1979-1980) Ministre de l’Intérieur et des Réformes institutionnelles.
- Jean Mathonet - Footballeur né à Herve (1925-2004).
- André Piters dit Popeye Piters - Footballeur né à Herve (1931-2014).
- José Brouwers (Battice 1931-2025) - Comédien, metteur en scène, dramaturge et écrivain belge - Journaliste, directeur-adjoint du théâtre royal du Gymnase - Fondateur et directeur du théâtre Arlequin.
- Marie-José Sacré (1946 Battice) - Autrice, peintre, sculptrice et illustratrice belge.
- Gaston Rahier (Chaineux 1947 - Creil 2005) - Triple champion du monde de moto-cross en 1975, 1976 et 1977 dans la catégorie 125 cm3  - Vainqueur de 20 Grands Prix - Double vainqueur moto, en Bmw, du Rallye Dakar (1984 (en) et 1985 (en)) - Sportif belge de l'année en 1985 (2e en 1977) -Vainqueur du Motocross des Nations en 1976 avec la Belgique - Pilote et chef d'équipe de Suzuki au Paris-Dakar 4 années de suite : Dakar 1988 (Suzuki DR750), 1989 (DR800), 1990 (DR800), 1991 (DR800) - Gagnant de trois Rallye des Pharaons en 1984,1985 et 1988.
- Charles Binamé (Herve 1949) - Réalisateur, scénariste, metteur en scène, acteur arrivé au Québec à l'âge de 7ans.
- Marc Goblet (Herve 1957 - 2021) - syndicaliste belge et homme politique - (2014-2017) Secrétaire général de la FGTB.
- Pierre-Yves Jeholet (Verviers 1968) - Homme politique - (2012-2017) Bourgmestre de Herve - (2017-2019) Ministre wallon de l'Économie, de l'Emploi et de la Formation - (2017-2019) Vice-président du Gouvernement wallon - (2019-) Ministre-président de la Communauté française de Belgique.
- Marie-Martine Schyns (Verviers 1977) - Femme politique - (2013-2014) Ministre francophone de l'Enseignement obligatoire et de la Promotion sociale - (2016-2019) Ministre francophone de l’Éducation et des Bâtiments scolaires - (2019-) Députée au Parlement wallon.
- Martin Charlier (Verviers 1977) - Humoriste.